# Abraham Benrubi
Abraham Rubin Hercules Benrubi, född 4 oktober 1969 Indianapolis, Indiana, USA , är en amerikansk skådespelare. Han är mest känd för sina roll som Jerry Markovic i Cityakuten "ER" och sin första roll som Larry Kubiac i serien Parker Lewis och för röst till serien Robot Chicken.